# 카우에현

카우에 현의 위치

카우에현(포르투갈어: Distrito de Caué)은 상투메 프린시페 상투메 섬에 위치한 현으로, 현도는 상주앙두스앙골라르스이며 면적은 267km2, 인구는 약 6,031명(2012년 기준)이다.